# Nabro
El volcán Nabro o Anabro, también llamado Nabbeo, es un estratovolcán ubicado en la región del Debubawi Keyih Bahri en Eritrea. Se encuentra en la Depresión de Afar.

## Geografía

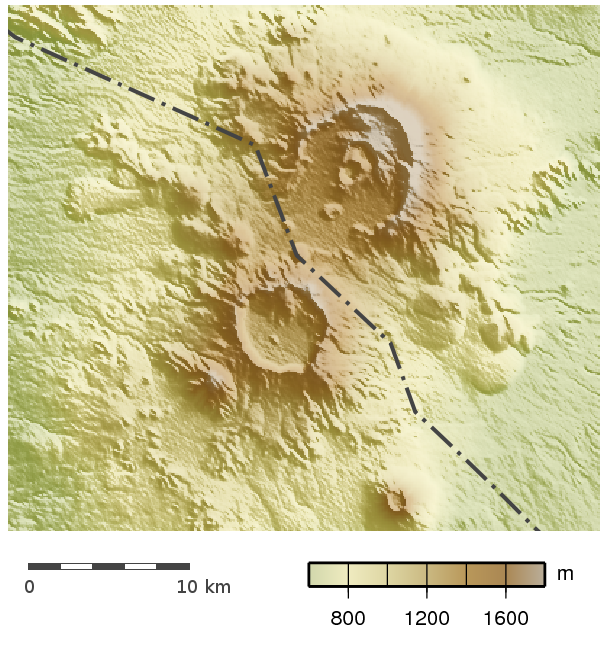
Mapa topográfico de Nabro (arriba) y Mallahle (abajo) con la frontera entre Eritrea y Etiopía, pasando entre los dos.

El Nabro se encuentra en el sur de Eritrea, el centro de la Depresión de Afar, cerca de la frontera suroeste con Etiopía y en el norte del Gran Valle del Rift. Está rodeado de los volcanes Mallahle, al suroeste, y Dubbi, al norte, y en sus cercanías se encuentran las ciudades de Beilul y Asab, al este, y Edd, al norte.

## Geología
Forma parte del Triángulo de Afar, siendo uno de los muchos volcanes de caldera compleja en la parte más nororiental del Gran Valle del Rift, en la región de los valles. Las dos calderas probablemente se formaron durante una erupción de unos 20 a 100 kilómetros cúbicos de Ignimbrita, aunque la fecha de su formación es desconocida. El volumen de material volcánico en la Cordillera Volcánica del Nabro es del orden de 550 km³.
En el punto más elevado de la Afar, presenta dos calderas anidadas, la más grande mide diez kilómetros de diámetro, mientras que la menor presenta cinco. Extendiéndose hacia el suroeste, las calderas tienen varios domos de lava de riolita y de obsidiana, además de lava basáltica que también se puede encontrar en sus flancos. Las partes más antiguas del volcán presentan depósitos de Tefra.

## Erupción de 2011

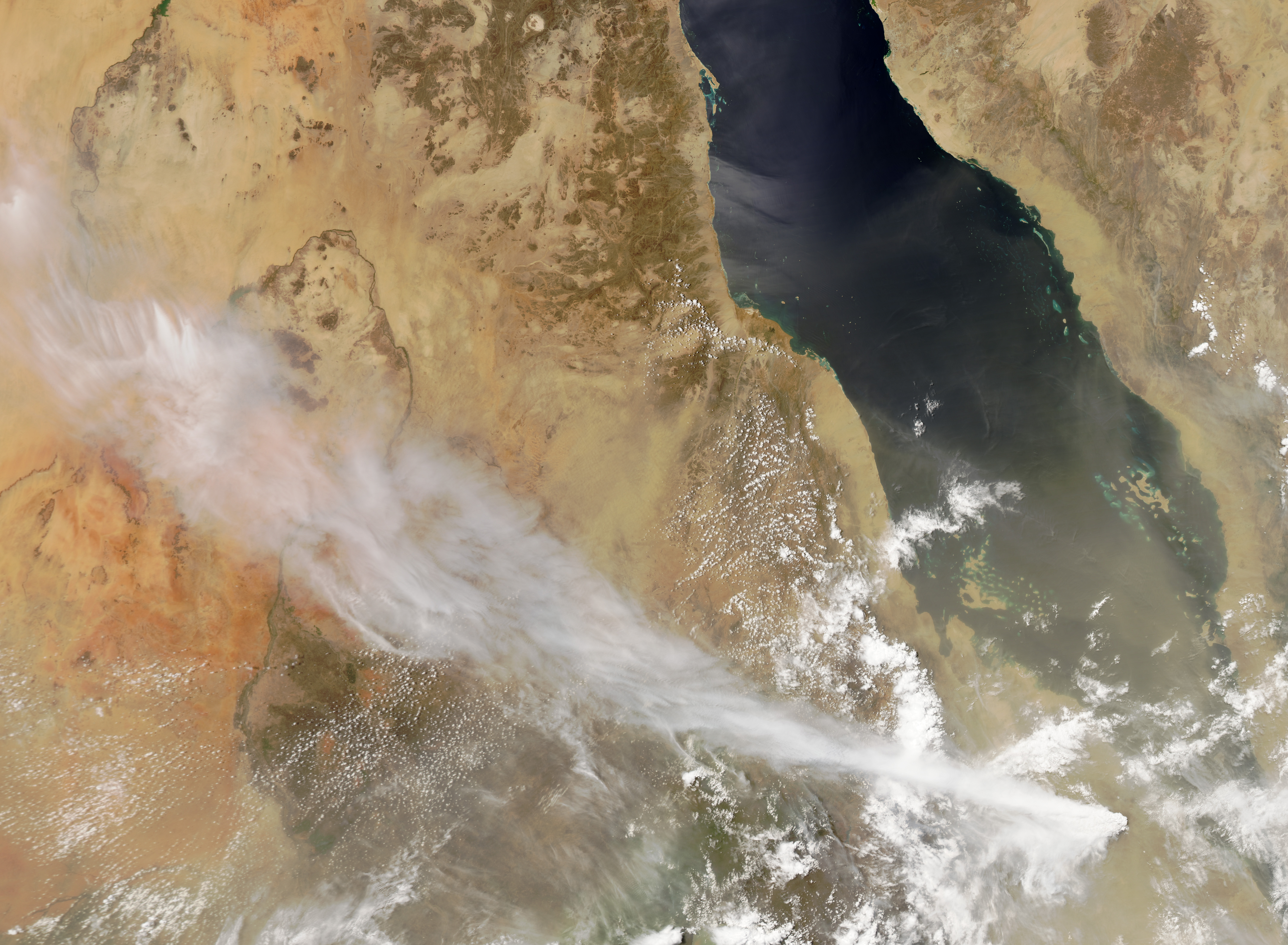
Nube de ceniza del volcán extendiéndose por África.

El 13 de junio de 2011 el volcán entró en erupción generando una nube de ceniza de 15 kilómetros de altura que se extendió rápidamente hasta Sudán. Está se inició en torno a la medianoche hora local (2100 UTC el 12 de junio de 2011) y fue precedida de una serie de terremotos en la zona de entre 4,3 y 5,7 ML. Durante las primeras horas los científicos creyeron que la erupción se produjo en el cercano volcán Dubbi que tuvo su última erupción en 1861. 
Las imágenes de satélite confirmaron que se trataba del Nabro que emitió un penacho de 13,5 kilómetros de altura, que empujado por el viento se dirigió hacia el oeste a través del norte de Etiopía, provocando una lluvia de cenizas, y hacia Sudán y Egipto, a más de mil kilómetros, causando perturbaciones en el tráfico aéreo de toda la región. Según mediciones de la NASA, el volcán emitió durante está erupción los mayores niveles de dióxido de azufre que se han detectado desde el espacio.
La gran cantidad de ceniza expulsada por el volcán llegó al norte de Etiopía causando graves problemas económicos, sanitarios y ambientales a la población local. Además, se desconoce el paradero de las comunidades que habitaban cerca del volcán.